# КК Будућност
КК Будућност је црногорски кошаркашки клуб из Подгорице и дио је СД Будућност. Клуб је основан 1949. у Титограду. У Прву лигу Југославије Будућност је ушла 1980, али је 1990. испала из Прве лиге. Од распада Југославије Будућност се такмичила у Првој лиги СРЈ и Србије и Црне Горе, а након раздруживања Србије и Црне Горе, клуб се такмичи у Црногорској лиги и регионалној Јадранској лиги.
Најзначајнији резултати у историји клуба су били у сезонама 1995/96, 1997/98. и 2000/01. када је Будућност освојила Куп СР Југославије и три узастопне титуле првака СР Југославије у периоду од 1999. до 2001.

## Историја

### 50е
Кошаркашки клуб Будућност постоји од 1949. године, када је у оквиру Спортског друштва Будућност формирана кошаркашка секција, која је имала само мушку екипу. Прво учешће Будућности на неком такмичењу било је на трећем Првенству Црне Горе у првој половини јуна те године, на Цетињу. Поред Будућности учествовала су још 3 тима.
Први успјех Будућност је забиљежила 1951. године, тријумфом на првом “Турниру градова”, у Херцег Новом. Веома значајна била је и 1957. година када је изграђен кошаркашки стадион у градском парку поред Мораче.
Будућност је први пут постала првак Црне Горе 1958. године. Првенство је играно у 3 зоне, с тим што је такмичење било масовније у односу на раније године. За успјех екипе најзаслужнији су Мартиновић, Павловић, Вујовић, Ђукић, Голубовић, Лекић, Белада, Ђуришић, Таминџић и Вукчевић. На основу резултата постигнутих у Републичкој лиги Будућност је стекла право да игра квалификације за улазак у Прву лигу. Међутим, Кошаркашки савез Југославије прогласио је екипу Заставе из Крагујевца за новог члана Прве лиге, а квалификације нису одржане.

### 60е
До титуле републичког првака Будућност је други пут стигла 1960. године. Квалификације за улазак у Прву лигу организоване су у Подгорици, а учествовале су још екипе Динама из Панчева и Работничког из Скопља. У Прву лигу пласирао се Динамо.
Доминација у Црној Гори потврђена је и 1961. године. Због финансијских невоља првенство је сведено на турнир у Подгорици, а Будућност је убедљиво савладала све противнике. 
На нови успјех Будућност је чекала до 1969. године када је освојила два трофеја, у републичкој лиги и на првенству Црне Горе. Будућност је такође учествовала на квалификације за улазак у Другу лигу Исток, али у изузетно јакој конкуренцији екипа из Србије и Македоније, није се домогла вишег ранга такмичења. Исте године Будућност је, трећи пут, побиједила на “Турниру градова”. 

### 70е
Година 1970. представља прекретницу у црногорској кошарци, јер је први пут организована јединствена лига, без подјеле по зонама. Будућности постаје првак Црне Горе, баш као и наредне године (шести пут) када се, коначно, на квалификационом турниру у Подгорици пласирала у другу савезну лигу. Међутим статус друголигаша задржан је само једну сезону (1971/72). 
Првака Црне Горе 1973. године одлушила је мајсторица Будућност-Јединство из Бијелог Поља јер су обје екипе имале исти број бодова на крају такмичења. У утакмици одиграној на неутралном терену, Будућност је потврдила да је и даље најбоља. У квалификацијама за Другу лигу, у Скопљу, учествовали су и Будућност и Јединство, али без успјеха.
Будућност је 1974. године имала само један пораз у републичкој лиги, постала је првак, а у квалификацијама је изборила учешће у другој лиги Југ. Те године одржан је турнир република и покрајина. Из екипе Будућности у репрезентацији Црне Горе били су: Блазевиж, Беговић, Павићевић и Поповић.
Будући да у Подгорици није било кошаркашке дворане Будућност је друголигашке утакмице у сезони 1974/75. играла на туђем терену, али је била најбоља у групи Југ. Подгоричани су добили 11 утакмица, а изгубили 3. Те сезоне направљена је фузија Академика и Будућности, тако да је екипа Будућности била појачана најбољим играчима из Академика. Састав: Беговић, Брајовић, Блажевић, Шћепановић, Латковић, Ђурашковић, И. Поповић, М. Поповић, Вукићевић, Лековић, Саркић, Павићевић, Кажић и Мартиновић. Тренер -Петар Блажевић. Те године Будућност је постигла први значајнији успјех у Купу Југославије пласиравши се у осмину финала. 
И у сезони 1975/76. Будућност је освојила прво мјесто у Другој лиги. На крају првенства, била је изједначена са екипом Будућности из Пећи, по 13 побједа и 5 пораза. У мајсторици одиграној у Београду, Подгоричани су били бољи и заслужено славили. Нови играчи у односу на претходну годину били су Гарић и Беговић. 
Наредне године екипа је још једном заузела прво мјесто, заједно са екипом Куманова, али овога пута није имала среће у мајсторици.
У сезони 1977/78. Будућност се пласирала у четвртину финала купа Југославије, гдје је поражена од екипе Босне. Те сезоне освојен је Куп Црне Горе. Тренер екипе је био Никола Секуловић, који је умногоме заслужан за стварање екипе која је 1980. године ушла у Прву савезну лигу.
Сезона 1979/80. веома је значајна у историји Будућности. Тада је освојено прво мјесто у Другој лиги и аутоматски је изборен пласман у Прву савезну лигу. После 15 година Црна Гора је поново имала представника у Првој лиги. У Будућности су тада играли: Антић, Драган Ивановић, Душко Ивановић, Вукићевић, Сутуловић, Вукосављевић, Петровић, Ђуровић, Бојанић, Гарић, Ракочевић, Нешевић и Драговић, а тренер екипе је био Русмир Халиловић. Будућност је као домаћин морала играти у Даниловграду, а уочи дебија на главној југословенској сцени отворен је Спортски центар Морача, чиме су кошаркаши Будућности коначно добили свој “дом”.

### 80е
У својој првој прволигашкој сезони 1980/81. Будућност је остварила одличан резултат заузевши 8. мјесто. Састав: Драган и Душко Ивановић, Антић, Кнежевић, Ковачевић, Ракочевић, Горан и Милорад Бојанић, Гарић, Петровић, Милатовић. Тренер - Чедомир Ђурашковић.
Наредне године Будућност се пласирала у четвртфинале доигравања, пошто је савладала Југопластику из Сплита, у 3 утакмице. У четвртфиналу састала се са екипом Црвене звезде, која је 2 пута тријумфовала у Београду, док је Будућност забиљежила побједу на свом терену. 
Будућност се усталила у прволигашкој конкуренцији, а у сезони 1985/86. освојено је 3. мјесто. И поред тога што су екипу напустили Саша Радуновић, Жарко Ђуришић, Здравко Радуловић, Лука Павићевић, Горан Бојанић и Горан Ракочевић, млади тренер Милутин Петровић са браћом Ивановић, Антићем, Паспаљем, Милатовићем, Јадраном Вујачићем и Шћепановићем изборио је учешће у купу Радивоја Кораћа. У првом наступу на међународној позорници остварене су три побједе и 5 пораза.
Након година успјеха, дошло је и до пада. У сезони 1987/88. Будућност је морала да се сели у нижи ранг такмичења. Међутим, већ сљедеће године Будућност је поново стекла статус прволигаша који потом није губила.

### 90е
У сезони 1995/96. Будућност осваја први трофеј у Купу Југославије. На завршном турниру у Никшићу побијеђени су БФЦ из Беочина и Партизан. Састав: Шћепановић, Пајовић, Томовић, Ђалетић, Мудреша, П. Поповић, А. Ивановић, Ђикановић, Дарко Ивановић, Симовић, Вукчевић, Мугоша - тренер Живко Брајовић.
Куп Југославије освојен је и у сезони 1997/98, такође у Никшићу. На том турниру Будућност је била боља од Партизана и Беобанке. Састав: Шћепановић, Пајовић, Кривокапић, Вукчевић, Остојић, А. Ивановић, М. Ивановић, Ћеранић, С. Пековић, Радуновић, Драгутиновић - тренер Горан Бојанић.
Послије освојених пехара у домаћем купу, стигле су и три узастопне титуле у Јуба лиги-првенству СР Југославије. Прва у сезони 1998/99. у којој је постигнут и успјех у Европи. Будућност се пласирала у полуфинале Купа Рајмунда Сапорте. Састав: Владо Шћепановић, Гаврило Пајовић, Горан Бошковић, Дејан Радоњић, Ђуро Остојић, Благота Секулић, Драган Вукчевић, Саша Радуновић, Драган Ћеранић, Никола Булатовић, Балша Радуновић и Жељко Топаловић, тренер - Мирослав Николић.
Друга титула првака СРЈ освојена је без пораза, и у лиги и у доигравању, укупно 27 побједа. Будућност је у сезони 1999/00 први пут учествовала у Евролиги. Због санкција према СРЈ наш тим је већи дио такмичења био домаћин у Сарајеву и Будимпешти, али је ипак стигао до осмине финала . Састав: Владо Шћепановић, Гаврило Пајовић, Харис Бркић, Дејан Радоњић, Благота Секулић, Драган Вукчевић, Балша Радуновић, Владимир Кузмановић, Никола Булатовић, Дејан Томашевић и Миленко Топић. Тренер - Мирослав Николић.
Будућност је прву дуплу круну освојила у сезони 2000/01. Финални турнир Купа Југославије одржан је у Вршцу. У четвртфиналу савладан је Хемофарм, у полуфиналу Ловћен, а у финалу Партизан, ривал Будућности у финалу доигравања. У УЛЕБ-овој Евролиги изборен је пласман међу 16 најбољих екипа. Састав: Бојан Бакић, Харис Бркић (на полусезони прешао у Партизан), Саша Обрадовић, Дејан Радоњић, Игор Ракочевић, Благота Секулић, Драган Вукчевић, Балша Радуновић, Владимир Кузмановић, Дејан Милојевић, Дејан Томашевић, Миленко Топић и Џером Џејмс. Тренер - Богдан Тањевић. (у првом дијелу сезоне, три мјесеца, екипу је водио Мирослав Николић).

## Успеси
| Такмичење                 | Такмичење                 | Број                      | Година |                           |                           |
| Национална такмичења — 38 | Национална такмичења — 38 | Национална такмичења — 38 | Национална такмичења — 38 | Национална такмичења — 38 | Национална такмичења — 38 |
| Национално првенство — 19 | Национално првенство — 19 | Национално првенство — 19 | Национално првенство — 19 | Национално првенство — 19 | Национално првенство — 19 |
| ------------------------- | ------------------------- | ------------------------- | --- | ------------------------- | ------------------------- |
| Првенство СРЈ             | Првак                     | 3                         | 1998/99, 1999/00, 2000/01. |                           |                           |
| Првенство СРЈ             | Други                     | 1                         | 2001/02. |                           |                           |
| Првенство Црне Горе       | Првак                     | 16                        | 2006/07, 2007/08, 2008/09, 2009/10, 2010/11, 2011/12, 2012/13, 2013/14, 2014/15, 2015/16, 2016/17, 2018/19, 2020/21, 2021/22, 2022/23, 2023/24. |                           |                           |
| Првенство Црне Горе       | Други                     | 1                         | 2017/18. |                           |                           |
| Национални куп — 20       |                           |                           | |                           |                           |
| Куп СРЈ                   | Победник                  | 3                         | 1995/96, 1997/98, 2000/01. |                           |                           |
| Куп СРЈ                   | Финалиста                 | 1                         | 2001/02. |                           |                           |
| Куп Црне Горе             | Победник                  | 17                        | 2007, 2008, 2009, 2010, 2011, 2012, 2014, 2015, 2016, 2017, 2018, 2019, 2020, 2021, 2022, 2023, 2025.                                           |                           |                           |
| Куп Црне Горе             | Финалиста                 | 2                         | 2013, 2024. |                           |                           |
| Регионална такмичења — 1  |                           |                           | |                           |                           |
| Јадранска лига            | Победник                  | 1                         | 2017/18. |                           |                           |
| Јадранска лига            | Финалиста                 | 2                         | 2018/19, 2020/21. |                           |                           |
| Суперкуп Јадранске лиге   | Победник                  | 0                         | / |                           |                           |
| Суперкуп Јадранске лиге   | Финалиста                 | 2                         | 2017, 2018. |                           |                           |

## Учинак у претходним сезонама
| Сез.     | Првенство Црне Горе | Куп Црне Горе | Регионално такмичење                 | Европско такмичење           |
| -------- | ------------------- | ------------- | ------------------------------------ | ---------------------------- |
| 2006/07. | Првак               | Победник      | Јадранска лига — 5. место            | —                            |
| 2007/08. | Првак               | Победник      | Јадранска лига — 6. место            | Еврокуп — Шеснаестина финала |
| 2008/09. | Првак               | Победник      | Јадранска лига — 6. место            | Еврокуп — Топ 32             |
| 2009/10. | Првак               | Победник      | Јадранска лига — 5. место            | Еврочеленџ — Топ 16          |
| 2010/11. | Првак               | Победник      | Јадранска лига — Полуфинале          | Еврокуп — Топ 32             |
| 2011/12. | Првак               | Победник      | Јадранска лига — Полуфинале          | Еврокуп — Четвртфинале       |
| 2012/13. | Првак               | Финалиста     | Јадранска лига — 5. место            | Еврокуп — Четвртфинале       |
| 2013/14. | Првак               | Победник      | Јадранска лига — 5. место            | Еврокуп — Прва групна фаза   |
| 2014/15. | Првак               | Победник      | Јадранска лига — Полуфинале ПО       | Еврокуп — Топ 32             |
| 2015/16. | Првак               | Победник      | Јадранска лига — Полуфинале ПО       | Еврокуп — Прва групна фаза   |
| 2016/17. | Првак               | Победник      | Јадранска лига — Полуфинале ПО       | Еврокуп — Топ 20             |
| 2017/18. | Вицепрвак           | Победник      | Јадранска лига — Победник            | Еврокуп — Четвртфинале       |
| 2017/18. | Вицепрвак           | Победник      | Суперкуп Јадранске лиге — Финалиста  | Еврокуп — Четвртфинале       |
| 2018/19. | Првак               | Победник      | Јадранска лига — Финалиста           | Евролига — 15. место         |
| 2018/19. | Првак               | Победник      | Суперкуп Јадранске лиге — Финалиста  | Евролига — 15. место         |
| 2019/20. | прекинуто           | Победник      | Јадранска лига (прекинуто)           | Еврокуп — Топ 24             |
| 2019/20. | прекинуто           | Победник      | Суперкуп Јадранске лиге — Полуфинале | Еврокуп — Топ 24             |
| 2020/21. | Првак               | Победник      | Јадранска лига — Финалиста           | Еврокуп — Четвртфинале       |
| 2021/22. | Првак               | Победник      | Јадранска лига — Полуфинале          | Еврокуп — Осмина финала      |
| 2022/23. | Првак               | Победник      | Јадранска лига — Полуфинале          | Еврокуп — Осмина финала      |
| 2023/24. | Првак               | Финалиста     | Јадранска лига — Полуфинале          | Еврокуп — Групна фаза        |
| 2023/24. | Првак               | Финалиста     | Суперкуп Јадранске лиге — 3. место   | Еврокуп — Групна фаза        |
| 2024/25. | —                   | Победник      | Јадранска лига                       | Еврокуп — Осмина финала      |

## Познати бивши играчи
- Душко Ивановић
- Дејан Милојевић
- Жарко Паспаљ
- Владо Шћепановић
- Никола Булатовић
- Дејан Томашевић
- Игор Ракочевић
- Александар Павловић
- Данило Николић